# Bisacodil
Bisacodilul (cu denumirea comercială Dulcolax) este un medicament laxativ utilizat în tratamentul constipației. Căile de administrare disponibile sunt orală și rectală.

## Utilizări medicale
Bisacodilul este utilizat în tratamentul episoadelor acute ale constipației și al constipației cronice, dar se mai utilizează și pentru pregătirea procedurilor diagnostice pre- și postoperator și în cazurile care este necesară facilitarea evacuării colonului.